# Lực nổi

Lực nổi và trọng lực tác động lên một vật đặt trong chất lỏng theo hai chiều ngược nhau. Vật thể nổi ở trạng thái cân bằng khi độ lớn lực nổi bằng với độ lớn trọng lực. Lực nổi ở đây chính là lực đẩy Archimedes.

Lực nổi (tiếng Anh: buoyancy) là một lực hướng lên tạo bởi chất lưu, đối kháng lại trọng lực hướng xuống. Trong một cột chất lưu, áp suất tăng dần theo độ sâu bởi khối lượng của khối chất lưu bên trên. Do vậy, áp suất ở đáy cột lớn hơn áp suất ở đỉnh cột; tương tự như vậy, áp suất ở đáy của vật dìm trong chất lưu thì lớn hơn áp suất ở đỉnh của vật đó. Sự chênh lệch áp suất dẫn đến một lực hướng lên, được gọi là lực nổi. Độ lớn của lực nổi tỷ lệ thuận với chênh lệch áp suất, và theo như nguyên lý của Archimedes thì một vật thể bị nhúng trong một chất lưu sẽ bị một lực đẩy lên với độ lớn tương đương trọng lượng của phần chất lưu bị nó choán chỗ.
Dựa theo định luật này, nếu vật thể có khối lượng riêng trung bình lớn hơn khối lượng riêng của chất lưu mà nó choán chỗ thì nó sẽ có xu hướng chìm xuống, ngược lại thì nó sẽ nổi. Điều này chỉ có thể xảy ra trong một hệ quy chiếu phi quán tính, hoặc có trường hấp dẫn hoặc gia tốc do một lực không phải lực hấp dẫn xác định hướng "đi xuống".
Trọng tâm của phần thể tích chất lỏng bị choán chỗ được gọi là tâm bồng bềnh (center of buoyancy) của vật thể đó, tức là gốc vectơ lực nổi.